# 6082 Timiryazev
6082 Timiryazev este un asteroid din centura principală de asteroizi.

## Descriere
6082 Timiryazev este un asteroid din centura principală de asteroizi. A fost descoperit pe 21 octombrie 1982 la Observatorul de Astrofizică din Crimeea de Liudmila Juravliova. El prezintă o orbită caracterizată de o semiaxă mare de 2,55 ua, o excentricitate de 0,11 și o înclinație de 5,4° în raport cu ecliptica.